# کوین پارینته
کوین پارینته (انگلیسی: Kevin Parienté؛ زادهٔ ۱۹ ژانویهٔ ۱۹۸۷) بازیکن فوتبال اهل فرانسه است.
از باشگاه‌هایی که در آن بازی کرده‌است می‌توان به باشگاه فوتبال هاپوئل پتخ تیکوا، باشگاه فوتبال گرانادا، باشگاه فوتبال کن، باشگاه فوتبال بوکاسپور، و باشگاه فوتبال سدان اشاره کرد.